# Ida Vitale
Ida Vitale (Montevideo, 2 novembre 1923) è una poetessa, traduttrice, saggista docente e critica letteraria uruguaiana, la più longeva esponente del movimento Generación del 45 (Generazione del '45) e della poesia essenzialista.
Nel solco dell'avanguardismo storico-artistico americano, la sua poesia scruta nelle alchimie del linguaggio per stabilire un punto di incontro e di equilibrio fra un'esacerbata percezione sensoriale di radice simbolista, sempre attenta al mondo naturale, e la cristallizzazione concettuale nel profilo più preciso. Sul potere metaforico della natura, fu determinante la scuola del maestro Juan Ramón Jiménez, Premio Nobel per la Letteratura nel '56.
Vitale è stata insignita di prestigiosi premi letterari, fra i quali: il Premio Octavio Paz (2009), il Premio Adolfo Reyes (2014), il Premio Reina Sofía (2015), il Premio Internacional de Poesia Federico García Lorca (2016), il Premio Max Jacob (2017) e il Premio Cervantes (2018) con la seguente motivazione:  "il suo linguaggio è uno dei più conosciuti nella poesia spagnola contemporanea... Esso è al contempo intellettuale e popolare, universale e personale, superficiale e profondo". La sua opera è in corso di traduzione nei CapoVersi di Bompiani.

## Biografia
Appartiene alla quarta generazione di immigrati italiani in Uruguay, dove è cresciuta nell'ambito di una famiglia colta e cosmopolita.
Dopo aver studiato Lettere all'Università dell'Uruguay, nella quale è stata docente, collaborò al settimanale Marcha e, dal 1962 al 1964 diresse la pagina letteraria del quotidiano uruguaiano Época. Codirettrice della rivista Clinamen, ha collaborato alla direzione della rivista Maldoror.
Nel 1974 dovette riparare in Messico a causa della sopraggiunta dittatura civile-militare uruguayana. Qui fece la conoscenza di Octavio Paz, entrando così a far parte dello staff editoriale della rivista Vuelta. Partecipò alla fondazione del giornale Uno más Uno, dedicandosi anche all'insegnamento con una docenza al Colegio de México. Aperta la sua opera letteraria alla saggistica e alla critica letteraria, ha tradotto alcuni libri per il Fondo de Cultura Económica, curando conferenze e lettorati, senza trascurare la partecipazione a giurie e giornali.
Rientrata nel Paese nativo, curò la pagina culturale del settimanale Jaque, per poi emigrare alcuni anni dopo negli Stati Uniti. Si stabilì infine ad Austin, nel Texas, dove rimase per trent'anni. Alla morte del secondo marito nel 2016, decise di tornare a Montevideo, luogo nel quale attualmente risiede.

## Carriera letteraria
Rappresentante della poesia essenzialista, nel solco della tradizione delle avanguardie storiche latinoamericane, la sua opera è caratterizzata da brevi poemi, da un'attenta ricerca del senso delle parole e un carattere metaletterario. È considerata parte integrante della Generación del 45, con altri scrittori uruguaiani come Juan Carlos Onetti, Carlos Maggi o Idea Vilariño.
Assidua lettrice di opere storiche, la scoperta di Gabriela Mistral e delle poetesse uruguaiane Delmira Agustini e María Eugenia Vaz Ferreira, le trasmisero la passione per la poesia lirica.
La sua poesia è pervasa dalla presenza di animali attraverso i quali l'autrice rappresenta il sentimento di empatia, in contrasto con la delusione per la moderna mediocrità degli esseri umani. Vittime del capitalismo culturale, essi confondono l'arte e la poesia con la forma dell'esperienza quotidiana. Da qui, la scelta per una scrittura che arriva dritta alla mente del lettore medio, ma senza la rinuncia ad un linguaggio ricercato e calcolatamente elitario che intende restituire il primato naturale al suo creatore, l'artista. Vitale è stata la precorritrice di una nuova sensibilità ecologica ancora rara fra gli intellettuali a lei contemporanei, ma allo stesso tempo rifiutò costantemente la poesia impegnata e militante, convinta com'era che "attraverso di essa nessun poeta avesse mai toccato le vette più alte della poesia, ed in particolare che "nemmeno le migliori opere di Pablo Neruda fossero di carattere politico".
La sua poetica fu influenzata da Ángel Rama, Octavio Paz, Idea Vilariño e Enrique Fierro. Vitale a sua volta tradusse numerose opere letterarie dal francese e dall'italiano, composte da autori quali: Simone de Beauvoir, Benjamin Péret, Gaston Bachelard, Jacques Lafaye, Jules Supervielle, Jean Lacouture, Mario Praz e Luigi Pirandello.

## Premi
- 2009: IX Premio Internacional Octavio Paz de Poesía y Ensayo (compartido con Ramón Xirau)
- 2014: Premio Internacional Alfonso Reyes
- 2015: XXIV Premio Reina Sofía de Poesía Iberoamericana
- 2016: Premio Internacional de Poesía Federico García Lorca
- 2017: Premio Max Jacob
- 2018: La Feria Internacional del Libro de Guadalajara, le otorga el Premio FIL de la Literatura en Lenguas Romances.
- 2018: XXIV Premio Cervantes[7]

## Opere

### Poesia
- La luz de esta memoria (Montevideo, 1949)
- Palabra dada (Montevideo, 1953)
- Cada uno en su noche (Montevideo, 1960)
- Paso a paso (Montevideo, 1963)
- Oidor andante (Montevideo, 1972)
- Fieles, (México, 1976 y 1782, antología)
- Jardín de sílice (Caracas, 1980)
- Elegías en otoño (México, 1982)
- Entresaca (México, 1984)
- Sueños de la constancia (México, FCE, 1988; reúne cinco libros anteriores y el nuevo que le da título).
- Procura de lo imposible, 1988.
- Serie del sinsonte, (Montevideo, 1992)
- Con Enrique Fierro, Paz por dos (1994)
- Jardines imaginarios (1996)
- De varia empresa (Caracas, 1998)
- Un invierno equivocado (México, 1999)
- La luz de esta memoria (Montevideo: La Galatea, 1999)
- Reducción del infinito, (Antología y nuevos poemas, Barcelona: Tusquets, 2002)
- Trema (Valencia: Editorial Pre-Textos, 2005)
- Con Sarah Pollack, Reason enough (Austin, 2007), antología traducida al inglés.
- Mella y criba (Valencia: Editorial Pre-Textos, 2010).
- Sobrevida (Antología, Granada: Esdrújula Ediciones, 2016).
- Mínimas de aguanieve (Taller Ditoria, México, 2016)
- Poesía reunida. Compilación y edición de Aurelio Major. Barcelona

### Prosa, critica, saggi
- Arte simple (1937).
- El ejemplo de Antonio Machado (1940).
- Cervantes en nuestro tiempo (1947).
- La poesía de Basso Maglio (1959).
- Manuel Bandeira, Cecilia Meireles y Carlos Drummond de Andrade. Tres edades en la poesía brasileña actual (1963).
- La poesía de Jorge de Lima (1963).
- La poesía de Cecilia Meireles (1965).
- Juana de Ibarbourou. Vida y obra Capítulo Oriental núm. 20, Montevideo, CEDAL, 1968.
- José Santos González Vera o El humor serenísimo, San Juan de Puerto Rico, 1974.
- Enrique Casaravilla Lemos, México, Universidad Autónoma de México, 1984.
- Léxico de afinidades (Vuelta, 1994; Cobre, 2006; Fondo de Cultura Económica, 2012).
- Donde vuela el camaleón (1996)
- De plantas y animales: acercamientos literarios (Paidós, 2003).
- El abc de Byobu, (Taller Ditoria, México, 2004)

### Studi sulla sua opera
- María José Bruña Bragado, ed. (2017). Vértigo y desvelo: dimensiones de la creación de Ida Vitale. Studi di Fernando Aínsa, Gabriel Saad, José Luis Gómez Toré y Aurelio Major. Salamanca: Ediciones Universidad de Salamanca